# Korptjärnen (Burträsks socken, Västerbotten, 718233-169730)
Korptjärnen är en sjö i Skellefteå kommun i Västerbotten och ingår i Rickleåns huvudavrinningsområde. Sjön har en area på 0,221 kvadratkilometer och ligger 270,3 meter över havet.

## Delavrinningsområde
Korptjärnen ingår i det delavrinningsområde (717830-170025) som SMHI kallar för Mynnar i Rickleån. Medelhöjden är 269 meter över havet och ytan är 21,97 kvadratkilometer. Räknas de 4 avrinningsområdena uppströms in blir den ackumulerade arean 68,25 kvadratkilometer. Valburån som avvattnar avrinningsområdet har biflödesordning 2, vilket innebär att vattnet flödar genom totalt 2 vattendrag innan det når havet efter 100 kilometer. Avrinningsområdet består mestadels av skog (68 procent) och sankmarker (25 procent). Avrinningsområdet har 0,5 kvadratkilometer vattenytor vilket ger det en sjöprocent på 2,3 procent.